# Luchthaven Łódź-Lublinek
Luchthaven Łódź-Lublinek, officiële naam Internationale luchthaven Władysław Reymont Łódź (Pools: Port Lotniczy Łódź im. Wladyława Reymonta) (IATA: LCJ, ICAO: EPLL) is gelegen nabij Łódź. Het vliegveld ligt in het Poolse dorp Lublinek, tien kilometer ten westen van het centrum van Łódź en opende in 1925.
In 2006 werd het vliegveld vernoemd naar Władysław Reymont, een Poolse schrijver.